# 岔街站
岔街站是昆明地铁6号线的地铁车站，位于中华人民共和国云南省昆明市盘龙区与官渡区交界处拓东路与环城东路交叉口西侧，于2020年9月23日开通。

## 车站结构
岔街站位于拓东路与环城东路交叉口西侧，沿拓东路设置，呈东西走向，为地下三层岛式站台车站，车站长150.4米，标准段宽21.9米，车站地下一层为站厅层，地下二层为设备层，地下三层为站台层，站台设置全高站台门。
| 地面              | 出入口 | C、D出入口                                                                                                  |
| 地下一层          | 站厅   | 客服中心、自动售票机、验票机                                                                                |
| 地下儿层          | 设备   | 车站设备 |
| 地下三层          | 站台   | \| \| \| █ 6号线往塘子巷（終點站） \| \| 島式 · 開左邊车门 \| \| \| \| \| \| █ 6号线往机场中心（东郊路） \| |
|                   |        | █ 6号线往塘子巷（終點站）                                                                                   |
| 島式 · 開左邊车门 |        | |
|                   |        | █ 6号线往机场中心（东郊路）                                                                                 |

## 出入口
岔街站目前开放2个出入口，近C出入口设地下连通道连通昆明万象城，各出口及周围设施如下所示：
| 编号                  | 地点   | 建议前往的目的地     | 照片 |
| --------------------- | ------ | -------------------- | ---- |
| 出口 · C · 升降机标志 | 拓东路 | 全球通大厦、国泰大厦 |      |
| 出口 · D              | 拓东路 |                      |      |
| 註： 設有             |        |                      |      |

## 接驳交通

### 公交车
- 岔街地铁站(拓东路)：62路，145路，188路，213路，A1路
- 岔街(拓东路)：1路，62路，114路，145路，213路，A1路
- 东站(环城南路)：1路，25路，28路，75路，78路，111路甲线，111路乙线，114路，122路，188路，254路，Z136路，空港快线2号线

## 车站历史
本站建设时期工程名为拓东体育馆站或省体育馆站，开通前确定以岔街站作为车站正式名称。车站北侧较拓东体育馆更近的3号线车站被命名为拓东体育馆站。
- 2016年9月7日，车站土方开挖完成[3]。
- 2017年1月11日，车站主体结构封顶[2]。
- 2020年9月23日，车站随6号线二期通车开通[1]。